# Dollar (Regno Unito)
Dollar (gael. Dolair) è un posto del Regno Unito in Scozia, nel Clackmannanshire.
Nelle sue vicinanze sorge il castello di Campbell.